# Kishwer Falkner
Pour les articles homonymes, voir Falkner (homonymie).
Kishwer Falkner, baronne Falkner de Margravine (née Khan le 9 mars 1955) est une femme politique britannique et pair à vie qui est membre non aligné de la Chambre des lords. Elle est présidente de la sous-commission des affaires financières de l'UE à la Chambre des lords de 2015 à 2019.

## Biographie
Kishwer Falkner est née au Pakistan et après avoir vécu et travaillé au Moyen-Orient, elle emménage au Royaume-Uni à la fin des années 1970. Falkner fait ses études dans des écoles conventuelles au Pakistan, à la London School of Economics où elle obtient un BSc (Econ) en relations internationales, et à l'Université du Kent où elle obtient une maîtrise en relations internationales et études européennes.

## Carrière politique
Elle rejoint les démocrates libéraux au milieu des années 1980 et travaille pour le parti à plusieurs postes jusqu'en 1999. Falkner se présente à Kensington et Chelsea aux élections générales de 2001 et figure sur la liste des libéraux démocrates à Londres aux élections européennes de 2004.
Kishwer est directrice des affaires internationales et européennes des libéraux démocrates pendant plusieurs années, co-auteur d'une grande partie de la politique du parti sur l'Union européenne et coordonnant une réponse conjointe des libéraux européens sur des questions liées aux structures et à la place de l'Europe dans le monde. Kishwer travaille également pour le Secrétariat du Commonwealth, où elle continue à travailler sur les questions plus larges de la mondialisation, de la démocratie et du développement. En 2003–04, Kishwer est directrice générale d'une organisation caritative travaillant avec les jeunes dans certaines des régions les plus pauvres d'Afrique et d'Asie.
Elle travaille aussi au Secrétariat du Commonwealth et en tant que directrice générale de Student Partnerships Worldwide. En février 2008, elle est nommée chancelière inaugurale de l'Université de Northampton.
Elle est créée pair à vie avec le titre de baronne Falkner de Margravine, de Barons Court dans le quartier londonien de Hammersmith et Fulham le 2 juin 2004. 
Elle est actuellement membre du comité de prise de décision d'application de la Banque d'Angleterre. Elle est également professeure invitée au Policy Institute du King's College de Londres et associée honoraire de la National Secular Society.
Le 1er décembre 2020, la baronne Falkner devient présidente de la Commission pour l'égalité et les droits de l'homme (EHRC). En mai 2023, une quarantaine de plaintes sont ouverte contre elle pour harcèlement et discrimination par ses employés.

## Vie privée
Kishwer est mariée à Robert Falkner, un universitaire de la London School of Economics, et ils ont une fille, Sophia.